# Sermide
Sermide est une commune italienne de la province de Mantoue, dans la région Lombardie.

## Administration
| Période                                  | Période | Identité | Étiquette | Qualité |
| ---------------------------------------- | ------- | -------- | --------- | ------- |
|                                          |         |          |           |         |
| Les données manquantes sont à compléter. |         |          |           |         |

### Hameaux
S. Croce, Moglia, Malcantone, Porcara, Caposotto

### Communes limitrophes
Bondeno, Calto, Carbonara di Po, Castelmassa, Castelnovo Bariano, Felonica, Magnacavallo, Mirandola, Poggio Rusco